# Västerås Basket
Västerås Basket är en basketklubb från Västerås i Sverige. Västerås Basket grundades 1989 då Viksäng Basket samt KFUM Västerås Basketsektion lades ner i samförstånd. Föreningen har ca 500 medlemmar. Damlaget spelar i Sveriges tredje högsta serie, Division 2 Svealand Norra. Damlaget rankades som Sveriges 21:a bästa lag 2019 enligt Svenska Basketbollförbundet. Herrlaget spelar i Division 2 Svealand Norra. Motionslaget Västerås Basket Late Bloomers spelar i Division 3 Norra Svealand. 
Dam- och Herrlagen har tillsammans med de över 13 barn- och ungdomslagen samt de fyra motionslagen en hemmaplan i Viksängshallen, Västerås. 

## Resultat efter säsong

### Västerås Basket Damlag A
| Säsong    | Nivå i landets serier | Division                        | Del   | Placering (av antal lag)     | Serierörelse          |
| --------- | --------------------- | ------------------------------- | ----- | ---------------------------- | --------------------- |
| 2023/2024 | 3                     | Division 2 Svealand             |       | 10 (16)                      |                       |
| 2022/2023 | 3                     | Division 2 Svealand             | Norra | 7 (8)                        |                       |
| 2021/2022 | 3                     | Division 2 Svealand             | Norra | 8 (9)                        |                       |
| 2020/2021 | 3                     | Division 2 Svealand             | Norra | Serien avbröts pga. pandemin |                       |
| 2019/2020 | 2                     | Basketettan                     | Norra | 11 (12)                      | Frivillig degradering |
| 2018/2019 | 2                     | Basketettan                     | Norra | 5 (11)                       |                       |
| 2017/2018 | 2                     | Basketettan                     | Södra | 11 (12)                      |                       |
| 2017/2018 | 3                     | Basketettan Fortsättningsserien | Södra | 6 (8)                        |                       |
| 2016/2017 | 2                     | Basketettan                     | Södra | 8 (12)                       |                       |
| 2016/2017 | 3                     | Basketettan Fortsättningsserien | Södra | 3 (8)                        |                       |
| 2015/2016 | 2                     | Basketettan                     | Södra | 6 (10)                       |                       |
| 2015/2016 | 3                     | Basketettan Fortsättningsserien | Södra | 3 (6)                        |                       |
| 2014/2015 | 2                     | Basketettan                     | Södra | 9 (9)                        |                       |
| 2014/2015 | 3                     | Basketettan Fortsättningsserien | Södra | 3 (5)                        |                       |
| 2013/2014 | 2                     | Basketettan                     | Södra | 10 (12)                      |                       |
| 2012/2013 | 2                     | Basketettan                     | Södra | 10 (12)                      |                       |
| 2011/2012 | 3                     | Division 2 Svealand             | Norra | 1 (10)                       | Uppflyttat            |
| 2010/2011 | 3                     | Division 2 Svealand             | Norra | 6 (10)                       |                       |
| 2009/2010 | 3                     | Division 2 Svealand             | Norra | 6 (9)                        |                       |

| Säsong    |          |                       |
| 2019/2020 | omgång 1 | utslagna av RIG Luleå |

### Västerås Basket Herrlag A
| Säsong    | Nivå i landets serier | Division                  | Del   | Placering (av antal lag)     | Serierörelse          |
| --------- | --------------------- | ------------------------- | ----- | ---------------------------- | --------------------- |
| 2023/2024 |                       |                           |       |                              | Inget herrlag i serie |
| 2022/2023 | 4                     | Division 2 Svealand       | Norra | 9 (9)                        |                       |
| 2021/2022 | 5                     | Division 4 Norra Svealand |       | 1 (7)                        | Uppflyttat            |
| 2020/2021 | 4                     | Division 2 Svealand       | Norra | Serien avbröts pga. pandemin | Frivillig degradering |
| 2019/2020 | 4                     | Division 2 Svealand       | Södra | 7 (8)                        |                       |
| 2018/2019 | 4                     | Division 2 Svealand       | Norra | 6 (10)                       |                       |
| 2017/2018 | 4                     | Division 2 Svealand       | Södra | 7 (8)                        |                       |
| 2016/2017 | 3                     | Division 2 Svealand       | Norra | 10 (10)                      |                       |
| 2015/2016 | 3                     | Division 2 Svealand       | Norra | 6 (11)                       |                       |
| 2014/2015 | 3                     | Division 2 Svealand       | Norra | 5 (9)                        |                       |
| 2013/2014 | 3                     | Division 2 Svealand       | Norra | 5 (11)                       |                       |
| 2012/2013 | 3                     | Division 2 Svealand       | Norra | 5 (11)                       |                       |
| 2011/2012 | 3                     | Division 2 Svealand       | Norra | 7 (11)                       |                       |
| 2010/2011 | 3                     | Division 2 Svealand       | Norra | 12 (12)                      |                       |

Västerås Basket Damlag U
| Säsong    | Nivå i landets serier | Division            | Del   | Placering (av antal lag) | Serierörelse |
| --------- | --------------------- | ------------------- | ----- | ------------------------ | ------------ |
| 2019/2020 | 3                     | Division 2 Svealand | Norra | 7 (7)                    |              |
| 2018/2019 | 3                     | Division 2 Svealand | Norra | 5 (8)                    |              |

Västerås Basket Herrlag U
| Säsong    | Nivå i landets serier | Division                  | Del   | Placering (av antal lag)     | Serierörelse |
| --------- | --------------------- | ------------------------- | ----- | ---------------------------- | ------------ |
| 2021/2022 | -                     | Stockholm U19 Nivå 2      | Södra | 3 (9)                        |              |
| 2020/2021 | -                     | Stockholm U19-17 Nivå 3   |       | Serien avbröts pga. pandemin |              |
| 2019/2020 | 5                     | Division 3 Norra Svealand |       | 5 (5)                        |              |
| 2018/2019 | 5                     | Division 3 Norra Svealand |       | 7 (7)                        |              |

Västerås Basket Late Bloomers (herrar)
| Säsong    | Nivå i landets serier | Division                  | Del | Placering (av antal lag) | Serierörelse |
| --------- | --------------------- | ------------------------- | --- | ------------------------ | ------------ |
| 2023/2024 | 5                     | Division 4 Norra Svealand |     | 5 (8)                    |              |
| 2022/2023 | 5                     | Division 3 Norra Svealand |     | 8 (8)                    |              |
| 2021/2022 | 5                     | Division 4 Norra Svealand |     | 7 (7)                    |              |

## Kända spelare från Västerås Basket
Andrew Pleick. Seniorlandslag, Ungdomslandslag, Internationellt spel, All-Star i Basketligan (4 gånger), Mc Donalds All-American, International Select, Nike Camp MVP
Sofia Hägg. 5 SM-guld med Luleå Basket (2023, 2018, 2017, 2016) och med Northland Basket (2015)
Matilda Ekh. 2 SM-guld med Luleå Basket (2021, 2020)